# Józefina (Wieruszów)
Pour les articles homonymes, voir Józefina.
Józefina est une localité polonaise de la gmina de Lututów, située dans le powiat de Wieruszów en voïvodie de Łódź.